# This Is Where It Ends
This Is Where It Ends – czwarty studyjny album amerykańskiej grupy deathcore'owej All Shall Perish, wydany 26 lipca 2011 przez wytwórnię Nuclear Blast.

## Lista utworów
1. „Divine Illusion” – 3:22
2. „There Is Nothing Left” – 3:22
3. „Procession of Ashes” – 4:37
4. „A Pure Evil” – 5:12
5. „Embrace the Curse” – 2:57
6. „Spineless” – 3:57
7. „The Past Will Haunt Us Both” – 6:05
8. „Royalty into Exile” – 4:24
9. „My Retaliation” – 3:23
10. „Rebirth” – 5:29
11. „The Death Plague” – 3:03
12. „In This Life of Pain” – 7:33

## Twórcy
- Hernan „Eddie” Hermida – wokal
- Francesco Artusato – gitara elektryczna
- Ben Orum – gitara elektryczna
- Mike Tiner – gitara basowa
- Adam Pierce – perkusja
- Alexandre Erian – śpiew (11)
- Zack Ohren – produkcja
- Brian Gardner – mastering
- Brent Elliot – projekt okładki